# Nejnižší průměr inkasovaných branek 1. české hokejové ligy
Toto je seznam brankářů, kteří měli nejnižší průměr inkasovaných branek za zápas dle sezón 1. české hokejové ligy. Sčítání statistik provádí web hokej.cz, který zaznamenává statistiky od roku 1999.

## Seznam nejlepších brankářů

### Základní část
| Sezóna    | Vítěz            | Klub                       | Průměr |
| --------- | ---------------- | -------------------------- | ------ |
| 1999/2000 | Lukáš Sáblík     | HC Dukla Jihlava           | 1.90   |
| 2000/2001 | Kamil Jarina     | KLH Chomutov               | 1.68   |
| 2001/2002 | Jan Koťátko      | Bílí Tygři Liberec         | 1.75   |
| 2002/2003 | Michal Pinkas    | IHC Králové Písek          | 1.66   |
| 2003/2004 | Kamil Jarina     | KLH Chomutov               | 1.24   |
| 2004/2005 | Jan Chábera      | HC České Budějovice        | 1.47   |
| 2005/2006 | Lukáš Sáblík     | HC Slovan Ústí nad Labem   | 1.71   |
| 2006/2007 | Petr Přikryl     | HC Slovan Ústí nad Labem   | 1.76   |
| 2007/2008 | Filip Šindelář   | BK Mladá Boleslav          | 1.65   |
| 2008/2009 | Dušan Salfický   | HC Slovan Ústí nad Labem   | 1.87   |
| 2009/2010 | Zdeněk Orct      | HC Slovan Ústí nad Labem   | 1.91   |
| 2010/2011 | Pavel Francouz   | SK Horácká Slavia Třebíč   | 1.93   |
| 2011/2012 | Zdeněk Orct      | HC Slovan Ústí nad Labem   | 1.79   |
| 2012/2013 | Roman Will       | BK Mladá Boleslav          | 1.87   |
| 2013/2014 | Tomáš Halász     | HC Olomouc                 | 1.62   |
| 2014/2015 | Jan Strmeň       | SK Kadaň                   | 1.51   |
| 2015/2016 | David Honzík     | HC Dukla Jihlava           | 2.16   |
| 2016/2017 | Miroslav Svoboda | HC Dukla Jihlava           | 1.60   |
| 2017/2018 | Filip Novotný    | HC Energie Karlovy Vary    | 1.28   |
| 2018/2019 | Petr Kváča       | ČEZ Motor České Budějovice | 1.80   |
| 2019/2020 | Lukáš Klimeš     | HC Zubr Přerov             | 1.66   |
| 2020/2021 | Jan Brož         | HC Dukla Jihlava           | 2.17   |
| 2021/2022 | Lukáš Klimeš     | HC Zubr Přerov             | 1.72   |
| 2022/2023 | Michal Postava   | HC Zubr Přerov             | 2.07   |
| 2023/2024 | Daniel Dolejš    | HC RT TORAX Poruba 2011    | 1.79   |
| 2024/2025 | Daniel Huf       | RI Okna Berani Zlín        | 1.84   |